# Messstation Hafelekar

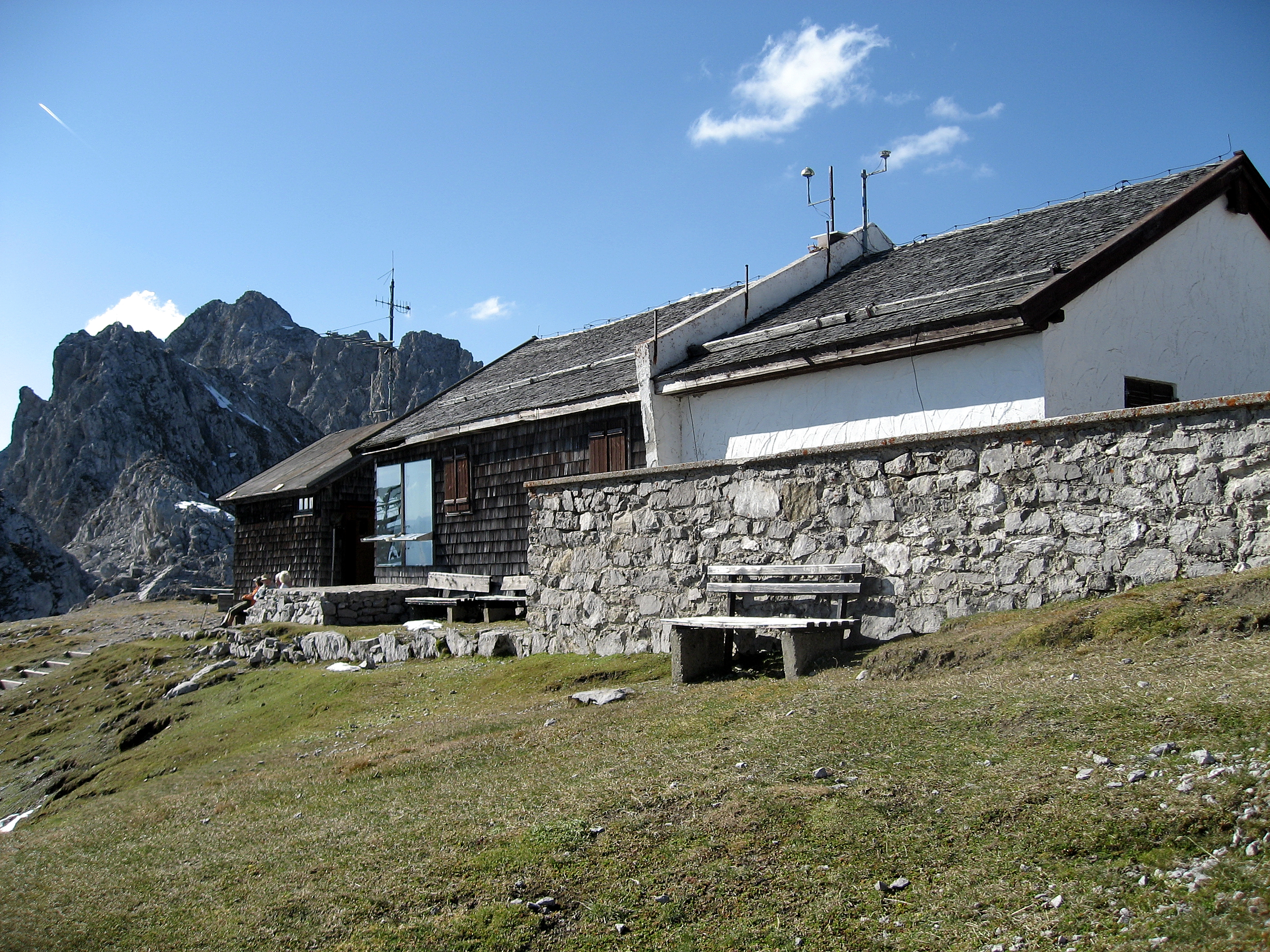
Forschungsstation und Amateurfunkerhütte (links) am Hafelekar

Die  Messstation Hafelekar ist ein Höhenstrahlungsobservatorium der Universität Innsbruck, das einzige seiner Art in Österreich. Es befindet sich wenige Meter unterhalb der Hafelekarspitze in der Nordkette oberhalb von Innsbruck, unweit der Station Hafelekar (2269 m ü. A.) der Nordkettenbahn.

## Geschichte

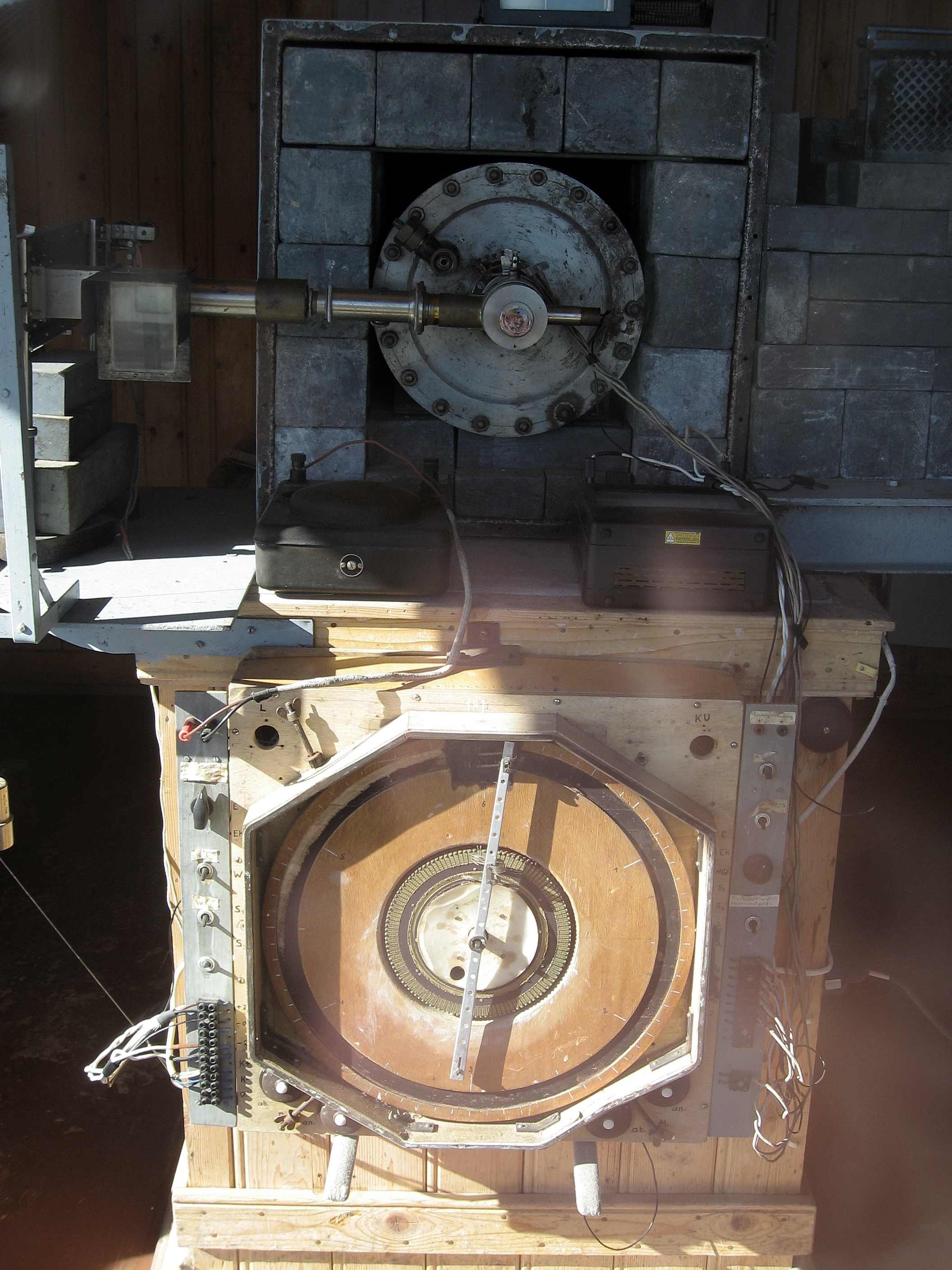
Messanlage Victor Franz Hess

Seit 1931 befindet sich auf Initiative des österreichischen Nobelpreisträgers Victor Franz Hess eine Messstation zur Beobachtung kosmischer Strahlung am Hafelekar. Nach Errichtung der Nordkettenbahn 1928 hatte Hess diesen Platz auf 2300 m ü. A. gewählt, um die Station regelmäßig und gut erreichen zu können. Kernstück der Anlage wurde eine mit dem Edelgas Argon gefüllte Ionisationskammer (Steinke-Apparat), die mit 1,5 Tonnen Blei gegen andere Strahlungen isoliert werden musste, was ohne die Bahn ein unlösbares Transportproblem gewesen wäre. Bei Ausfällen der Nordkettenbahn allerdings waren die Wissenschaftler nun auch bei extremem Wetter gezwungen, zu Fuß zum Hafelekar aufzusteigen, um die Anlage zu warten.
1937 entdeckten Marietta Blau und ihr Assistentin Hertha Wambacher bei der Auswertung von am Hafelekar belichteten Fotoplatten erstmals „Zertrümmerungssterne“, sternförmig von  einem Punkt ausgehende Spuren mehrerer Teilchen. Diese zeigen die Zertrümmerung eines Atomkerns durch ein Teilchen der Kosmischen Strahlen an. Der Anschluss Österreichs an das Deutsche Reich 1938 zwang die jüdische Wissenschaftlerin Blau zur Flucht nach Mexiko, weshalb sie ihre Forschungen am Hafelekar nicht weiterführen konnte. Das NSDAP-Mitglied Wambacher publizierte die Ergebnisse teilweise ohne Blau zu nennen.
2022 wurde die Messstation als „Historic Site“ der European Physical Society anerkannt.

## Heutiger Betrieb
Nach einer längeren Umbauphase wurde die Messstation 2022 wiedereröffnet. Bei der Renovierung wurde die Hütte äußerlich wieder in den historischen Zustand versetzt sowie die Forschungsarbeit und Victor Franz Hess für Besucher des Hafelekars aufbereitet und ganzjährig von außen erlebbar gemacht. 
Das Höhenstrahlungslabor wird heute vom Institut für Astro- und Teilchenphysik der Universität Innsbruck betreut. Aktuell wird eine UV-Messstelle von der Medizinischen Universität Innsbruck betrieben.